# Маунтин Брук (Алабама)
Маунтин Брук (енгл. Mountain Brook) град је у америчкој савезној држави Алабама. По попису становништва из 2010. у њему је живело 20.413 становника.

## Демографија
Према попису становништва из 2010. у граду је живело 20.413 становника, што је 191 (0,9%) становника мање него 2000. године.
| Група             | 2000.          | 2010.          |
| Белци             | 20.221 (98,1%) | 19.692 (96,5%) |
| Афроамериканци    | 63 (0,3%)      | 210 (1,0%)     |
| Азијати           | 134 (0,7%)     | 190 (0,9%)     |
| Хиспаноамериканци | 119 (0,6%)     | 198 (1,0%)     |
| Укупно            | 20.604         | 20.413         |